# Estímulo

Diagrama de Pavlov sobre experimentos de condicionamiento con perros

Un estímulo es una señal externa o interna capaz de causar una reacción en una célula u organismo.
La sensibilidad frente a un receptor determinado que denomina tropismo o nastia en vegetales (según la reacción sea permanente o pasajera) y taxismo en vertebrados, por su parte; poseen estructuras de naturaleza nerviosa (receptores) especializados en captar o recibir ciertas informaciones que se producen en el medio, haciendo llegar la información, por medio de los nervios sensitivos, a los centros nerviosos para producir las sensaciones (visual, táctil, dolorosa, sonora, gustativa, olfativa, térmica o sensitiva, entre otras).

## Recepción de los estímulos en vertebrados

### Sentidos
Los sentidos permiten obtener información de lo que está a nuestro alrededor así como determinados estados internos del organismo. Aunque tradicionalmente se habla de cinco sentidos humanos (oído, vista, tacto, olfato y gusto), en realidad la lista es más larga. Podemos distinguir los siguientes tipos de receptores sensoriales:
- Receptores de la luz: los conos y los bastones del ojo.
- Receptores del tacto: los corpúsculos de Meissner.
- Receptores del calor y el frío: los corpúsculos de Krause (frío) y Ruffini (calor).
- Receptores de la presión: los corpúsculos de Vater-Pacini.
- Receptores de las ondas sonoras: el oído.
- Receptores del equilibrio: el oído interno.
- Receptores de sustancias químicas: las papilas gustativas (sabores) y los bastones olfatorios o células olfatorias (olor)
- Receptores del dolor: las terminaciones nerviosas libres.
- Receptores de los movimientos musculares: las terminaciones nerviosas en tendones, músculos y articulaciones.
- Receptores de las articulaciones químicas y mecánicas del medio orgánico interno: las células de las vísceras.

Otra forma de clasificar los receptores consiste en agruparlas en 3 grupos:
1. Exteroceptores: son los receptores que son excitados por estímulos procedentes del medio exterior (incluyen los cinco sentidos). Captan y transmiten información al sistema nervioso central acerca del medio externo. Cuando una de las células sensibles o receptores sensoriales detectan un estímulo del ambiente, lo transducen en señales eléctricas que son trasmitidas al cerebro.
2. Interoceptores: son los receptores que dan información acerca del medio interno. Se encuentran localizados en las vísceras y están relacionadas con la regulación de las funciones de dichos órganos, responde a la acción de agentes químicos (alergenos, drogas, medicamentos.) como pueden ser los neurotransmisores, las hormonas, entre otros.
3. Propioceptores: son los receptores que están constituidos por terminaciones nerviosas y se encuentran en los tendones, los músculos y las articulaciones y también en los canales semicirculares en el oído interno; informan de la cinestesia, como el movimiento de los músculos corporales y el equilibrio.

## Sensación
Es una consecuencia de la percepción sensorial. Consiste en la estimulación de una célula sensorial especializada por un estímulo (externo o interno), que a su vez activa a una neurona sensitiva generándose un impulso nervioso, el cual se transmite hasta el centro nervioso correspondiente, en donde se produce la interpretación del mensaje.

## Estímulos y condicionamiento de la conducta
Los procedimientos de condicionamiento de la conducta buscan el control de la conducta a través de la manipulación de estímulos.
Tanto en el condicionamiento clásico como en el instrumental, se utiliza una nomenclatura específica para distinguir las diversas funciones que pueden desempeñar los estímulos.

### Estímulo apetitivo
Un estímulo apetitivo es un estímulo que posee carácter placentero para quien lo recibe.
- El estímulo apetitivo es utilizado como consecuencia de una respuesta del sujeto en el reforzamiento positivo. En este caso, el resultado es un incremento de la conducta.
- En el entrenamiento de omisión la consecuencia de la respuesta es la ausencia o retirada del estímulo apetitivo, lo que busca una reducción en la tasa de respuesta.

### Estímulo aversivo
Un estímulo aversivo es un estímulo que resulta desagradable para quien lo recibe, como por ejemplo, una descarga eléctrica. Los estímulos aversivos se utilizan tanto en el refuerzo negativo como en el castigo positivo.
- En el refuerzo negativo, se aumenta la probabilidad de emisión de una conducta que se asocia a la desaparición de un estímulo aversivo.
- En el castigo, disminuye la probabilidad de emisión de una conducta cuando se asocia a la aparición de un estímulo aversivo.

### Estímulo incondicionado
El estímulo incondicionado (EI) es cualquier estímulo que, con anterioridad al tratamiento experimental, produce una respuesta consistente y medible. Se trata por lo general de estímulos que producen reflejos innatos. Puede ser tanto apetitivo como aversivo.

### Estímulo condicionado
Un estímulo condicionado (EC) es un estímulo inicialmente neutro que, asociado con un estímulo incondicionado (EI) a través de diversos ensayos, va a originar una respuesta condicionada (RC).
En el experimento llevado a cabo por Iván Pávlov con perros, un estímulo neutro como era el sonido de una campanilla adquirió el carácter de estímulo condicionado después de presentarlo en diversos ensayos previamente a la aparición del alimento. El sonido de la campanilla terminó produciendo por sí mismo la respuesta de salivación, antes de que apareciera el EI (el alimento). De esta manera, la respuesta incondicionada (RI) de salivar ante el alimento, se acabó convirtiendo en RC al producirse ante el sonido.

### Estímulo discriminatorio
Un estímulo discriminativo o discriminatorio es un estímulo neutro que indica cuándo la respuesta puede conducir o no a la consecuencia deseada. Es decir, el estímulo discriminativo indica si el reforzador está disponible.